# روابط خارجه شیلی

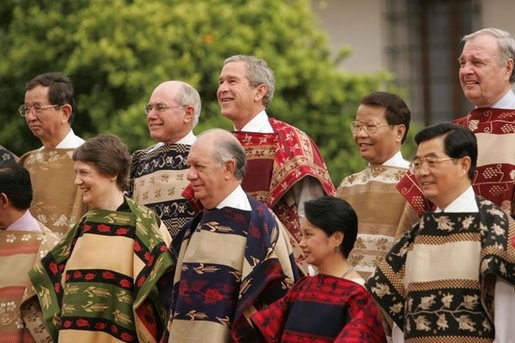
جرج دبلیو بوش در شیلی

شیلی از زمان بازگشت به دموکراسی در سال ۱۹۹۰، شرکت فعالی در عرصه سیاسی بین‌المللی داشته‌است. این کشور در ژانویه ۲۰۰۵، یک دوره دوساله به عنوان فهرست اعضای منتخب شورای امنیت سازمان ملل، غیر دائم در این شورا عضویت داشت. شیلی عضوی فعال از خانواده سازمان ملل به عنوان آژانسها و شرکت کنندگان در ماموریت‌های صلح‌بانی سازمان ملل می‌باشد. در سال ۲۰۰۲ شیلی میزبان وزرای دفاع کشورهای آمریکایی و در آوریل سال ۲۰۰۵ میزبان اجلاس اپک و مجمع وزارتی دموکراسی بود. شیلی به عنوان یک عضو کمکی مرکوسور و یک عضو کامل سازمان اپک، یک عضو مهم فعال در مسائل اقتصاد بین‌المللی و تجارت آزاد نیمکره محسوب می‌شود.
دولت شیلی روابط دیپلماتیک با بیشتر کشورها بر قرار نموده‌است. این کشور بسیاری از منازعات ارضی اش را با آرژانتین طی دهه ۱۹۹۰ حل و فصل نمود. شیلی و بولیوی به دلیل تمایل شیلی به بازپسگیری ناحیه‌ای که در طی جنگ پاسیفیک در سال‌های ۸۳–۱۸۷۹ از شیلی از دست داده بود، در سال ۱۹۷۸ با یکدیگر روابط دیپلماتیک برقرار کردند.

## جوامع بومی
در سرشماری به عمل آمده در سال ۱۹۹۲، ۵٪/۱۰ کل جمعیت کشور خود را بدون توجه به زبان و فرهنگ بومی که از آن فعلاً استفاده می‌کردند، بومی اعلام نمودند؛ تقریباً یک میلیون نفر (۷٪/۹ کل جمعیت) خود را ماپوچه، و ۶٪/۰، آیمارا، و ۲٪/۰ خود را به عنوان راپانوی معرفی کردند.
در سرشماری سال ۲۰۰۲، تنها مردم بومی که هنوز بر اساس یک زبان یا فرهنگ بومی مورد بررسی قرار گرفتند که: ۶٪/۴ جمعیت (۶۹۲۱۹۲نفر) با آن شرح مطابقت داشتند؛ و از میان آن‌ها ۳٪/۸۷ درصد خود را ماپوچه معرفی کردند.

## مهاجرت

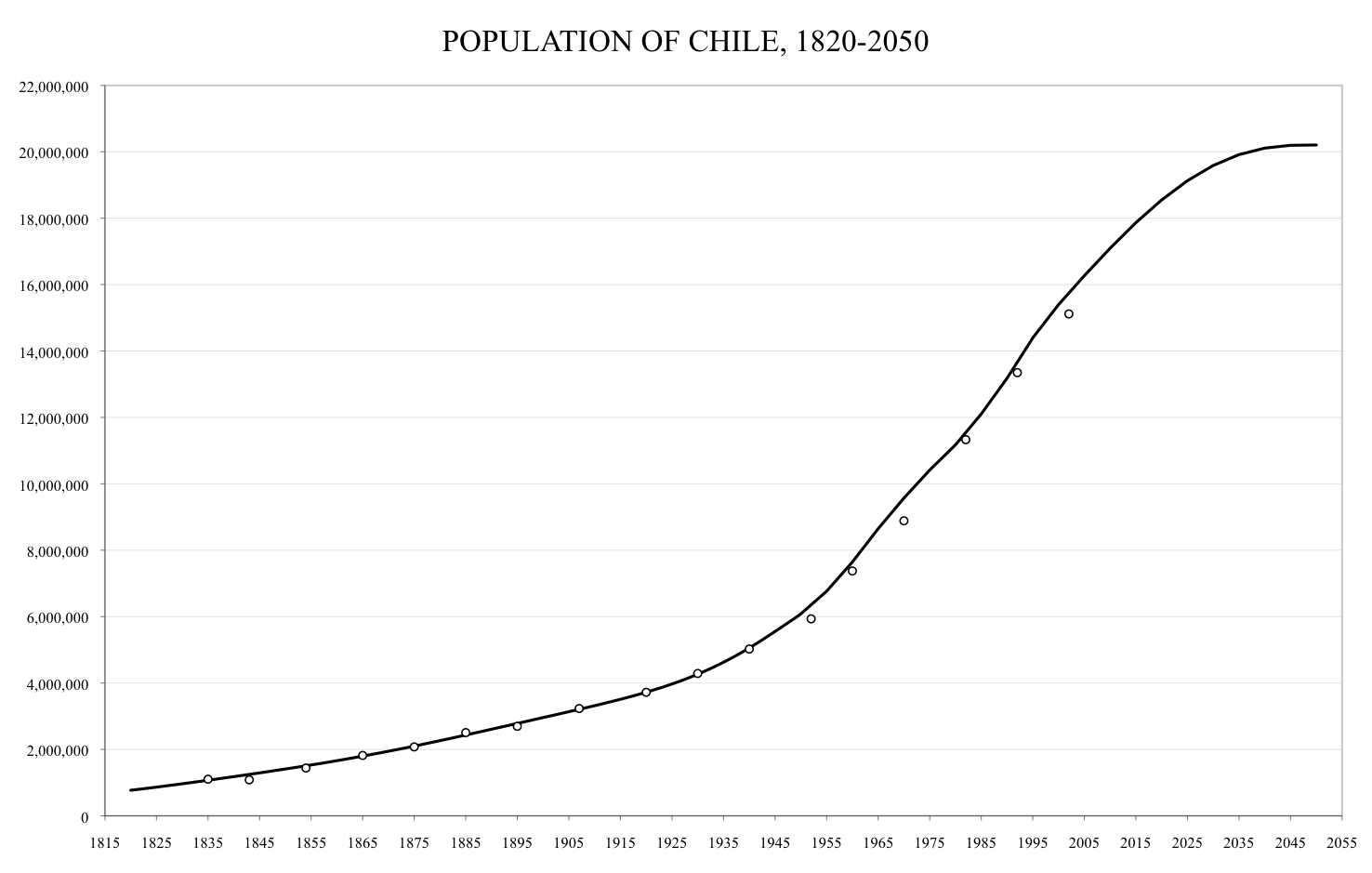
جمعیت شیلی از سال ۱۹۵۰ تا سال ۲۰۵۰(INE) برنامه‌ریزی می‌شود

متناسب با کل جمعیت، شیلی هرگز موج مهاجران را در مقیاس وسیعش تجربه نکرده‌است.
کل تعداد مهاجران به شیلی، هم افرادی که از کشورهای آمریکای لاتین آمده‌اند و هم کل افراد دیگر از کشورهای (عمدتاً اروپایی)، هرگز از ۴٪ کل جمعیت فراتر نرفته‌است. نمی‌توان گفت که مهاجران برای تکامل جامعه شیلی و آن کشور مهم نیستند. در طی قرن نوزدهم و قرن بیستم، برخی مهاجران اروپایی غیر اسپانیایی وارد شیلی شدند- عمدتاً در محدوده‌های شمال و جنوب کشور- از جمله انگلیسی، آلمانیها، ایرلندیها، ایتالیایی‌ها، فرانسویها، کرواتها و اهالی یوگسلاوی سابق.
رواج نام‌های (خانوادگی) اروپایی غیر هیسپانیک در میان مرجع حکومتی شیلی جدید گواهی است بر کمک و تأثیر نامناسب آن بر کشور. همچنین شایان ذکر است که جوامعی از مردم کره ای| کره‌ای، و خصوصاً فلسطینی در این کشور وجود دارند، که مورد اخیر بزرگ‌ترین مجموعه در میان مردم در خارج از جهان عرب از نوع خود می‌باشد. حجم مهاجران از کشورهای همسایه به شیلی در طی همان دوره‌ها به همان میزان مشابه بوده‌است.
مهاجرت از کشورهای همسایه به شیلی طی دهه گذشته به میزان ۱۸۴۴۶۴ نفر در سال ۲۰۰۲ مضاعف شده‌است، که بیشتر از آرژانتین، بولیوی، و پرو سرچشمه می‌گیرند. مهاجرت مردم شیلی طی دهه گذشته کاهش یافته‌است: تخمین زده می‌شود ۸۵۷۷۸۱ نفر شیلیایی در خارج زندگی می‌کنند، که ۱٪/۵۰ آن‌ها در آرژانتین، ۳٪/۱۳ آن‌ها در آمریکا، ۹٪/۴ در سوئد، و حدود ۲٪ در استرالیا بوده که باقی آن‌ها با تعداد کمتر در سراسر دنیا پراکنده می‌باشند.